# Tajikistan Airlines

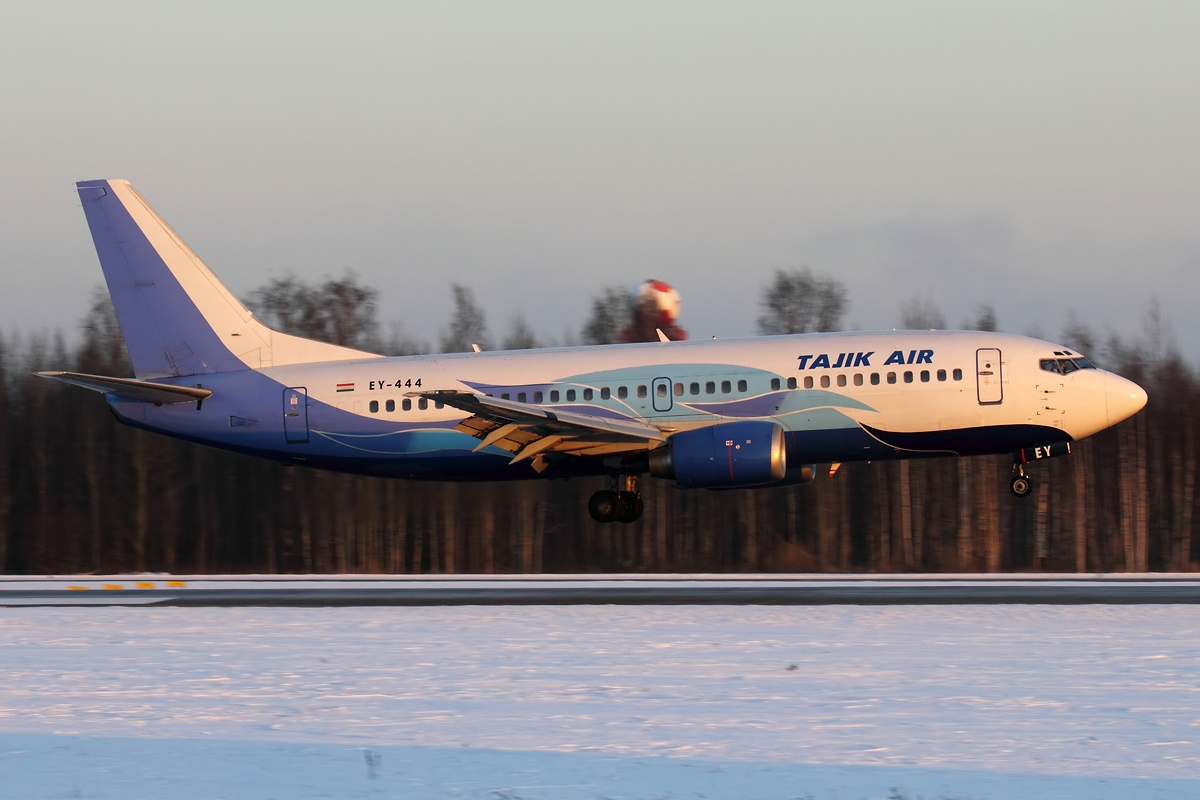
Boeing 737 da Tajik Air.

A Tajikistan Airlines (estilizada como Tajik Air) é uma companhia aérea com sede em Dushanbe, capital do Tajiquistão, foi fundada em 1924 como uma divisão da Aeroflot, tornando-se independente em 1991.